# Sciophila dissimilis
Sciophila dissimilis är en tvåvingeart som först beskrevs av Zetterstedt 1852.  Sciophila dissimilis ingår i släktet Sciophila och familjen svampmyggor.
Artens utbredningsområde är Sverige. Inga underarter finns listade i Catalogue of Life.